# Nellie-Massaker
Das Nellie-Massaker geschah am 18. Februar 1983 im Dorf Nellie in Zentral-Assam sowie in über einem Dutzend angrenzender Dörfer. Mit über 2000 Toten ist es der größte einzelne ethnisch motivierte Massenmord der indischen Geschichte seit der Unabhängigkeit von Großbritannien. Die politische Lage Assams ließ bislang keine juristische Verfolgung der Täter und keine öffentliche Aufarbeitung des Vorfalls zu.

## Hintergrund
Bereits 1978 wurde anlässlich der Nachwahlen für das verstorbene Lok-Sabha-Mitglied Hiralal Patwari festgestellt, dass es in Assam einen sprunghaften Anstieg der Zahl Wahlberechtigter gegeben hatte. Das hatte zu erheblichen Spannungen in der multiethnischen Region geführt. Nach Ansicht einiger Beobachter war die Wahlberechtigung zahlreicher Menschen illegitim zustande gekommen; eine Untersuchung ergab, dass etwa 45.000 Einwohner Assams nicht wahlberechtigt gewesen seien und so diese Wahl verfälscht worden sei. Die All Assam Students Union (AASU), eine maßgebliche Assam-nationalistische Bewegung, hatte schon lange gefordert, alle Ausländer sowie deren Nachkommen, die seit dem Stichjahr 1971 im Land waren, zu deportieren beziehungsweise zu identifizieren und endgültig von den Wählerlisten zu streichen. Hauptgegner der Assam-Nationalisten waren muslimische Migranten, die aus Ost-Pakistan (später: Bangladesch) nach Assam geflohen waren.
Trotz der dramatischen Situation in Assam, wo die oben dargestellten antimuslimischen Ressentiments nur eine von vielen ethnischen Konfliktlinien darstellten, entschloss sich die indische Regierung, die Wahlen von 1983 zum Regionalparlament Assams sowie für das Lok Sabha wie geplant in lokaler Staffelung am 14., 17. und 19. Februar 1983 durchzuführen. 400 paramilitärische Gruppen und 11 Armeebrigaden sollten die Wahl absichern, was auch bedingt gelang. Die AASU und ebenso die Partei Asom Gana Parishad (AGP) riefen dazu auf, die Wahlen zu boykottieren, woraufhin Bandhs (Generalstreiks) und Massendemonstrationen verschiedener Gruppierungen stattfanden.
Das Um- und Vorfeld der Wahl war insgesamt ungünstig: Zusammenstellungen über politische Gewalt berichteten über den ganzen Februar hinweg von einer Zunahme bei der regulären Gewalt in Assam: Brand- und Bombenattentate waren vielerorts an der Tagesordnung, so brannten etwa allein am 14. Februar 30 Dörfer im Distrikt Darrang nieder. Andere Anschläge zielten auf Marktplätze, Brücken und Armee- sowie Polizeiposten. Ein Richter wurde als politische Geisel genommen, und auch mehrere Kandidaten oder deren Angehörige wurden Opfer der Gewalt. Es gab über ein Dutzend Zusammenstöße zwischen Gruppen von Zivilisten, bei denen Tote zu beklagen waren; hervorzuheben ist etwa der 16. Februar, an dem es in Chawolkhowa zu einem Zwischenfall mit 85 Toten kam, darunter der Bruder eines AASU-Führers. Im Zusammenhang mit den Wahlen 1983 sollen in ganz Assam 500 AASU-Anhänger den Tod gefunden haben. Im Vorfeld der Wahlen kursierten auch bereits Karten und Pläne, in denen mehrheitlich muslimische Kommunen als Ziele markiert wurden – darunter 16 Dörfer wie Nellie im Distrikt Nagaon (seit 1989 im Distrikt Marigaon), von denen am Tag des Massakers 14 angegriffen wurden. Hinzu kam, dass diese muslimischen Gemeinden monatelang durch Blockaden abgeschottet waren.
Die Wahlbeteiligung war erwartungsgemäß niedrig. Gerade muslimische Assamesen beachteten den Boykott allerdings nicht, und in Nellie nahm etwa die Hälfte von circa 1500 Wahlberechtigten an der Wahl teil: am 17. Februar, dem Vortag des Massakers. Entgegen Behauptungen seitens der Assam-Nationalisten handelte es sich bei der Mehrheit der Dorfbewohner nicht um bangladeschische Migranten ohne jegliche Stimmberechtigung, sondern um gebürtige Inder, wenn auch islamischen Glaubens und der in Assam weitverbreiteten bengalisch-sprechenden Minderheit zugehörig, wodurch sie von Migranten kaum unterscheidbar waren.
Während der Wahl vermeldeten 23 Wahlbezirke – darunter insbesondere solche in Nagaon, wo auch Nellie liegt – so massive Probleme, dass Stimmabgabe oder -auszählung teils unmöglich gemacht worden seien. In der Hälfte der 126 Wahlbezirke Assams kam es hingegen zu keinen Problemen während des Urnengangs.

## Das Massaker
In den Morgenstunden des 18. Februar griff ein Mob von über 1000 Menschen die Bevölkerung von Nellie bei der Feldarbeit an. Das fast ausschließlich von Muslimen bewohnte Dorf selbst war von einem Kontingent Soldaten bewacht, die angesichts der Zahl der Angreifer überwältigt waren, zunächst nicht an Tötungsabsichten glaubten und versucht haben wollen, die Masse der Angreifer aufzulösen. Andere Quellen sprechen davon, dass die Soldaten nicht oder viel zu spät eingriffen oder gar Berichte über die nächtliche Vorbereitung des Massakers ignoriert hätten. Die Angreifer rekrutierten sich aus assamesischen Volksgruppen wie den Tiwa und Karbi und gehörten großenteils selbst unterprivilegierten Schichten an. Sie waren vor allem mit improvisierten Waffen, Messern und Speeren ausgerüstet; einige Schusswaffen wurden allerdings ebenfalls eingesetzt. Ein überproportionaler Teil der Todesopfer waren Frauen, Kinder und ältere Personen, da sich hauptsächlich junge Männer noch durch Flucht retten konnten. Typische Todesursachen waren Enthauptung, massives Schädeltrauma und Bauchwunden. Das Massaker in Nellie währte etwa sechs Stunden von kurz nach acht Uhr morgens bis in den frühen Nachmittag, als sich der Mob langsam auflöste und die noch verbliebenen Verbrecher von der Bundespolizei CRPF (Central Reserve Police Force) vertrieben wurden.
Neben Nellie wurden auch folgende 13 Nachbardörfer angegriffen: Alisingha, Khulapathar, Basundhari, Bugduba Beel, Bugduba Habi, Borjola, Butuni, Indurmari, Mati Parbat, Muladhari, Mati Parbat Nr. 8, Silbheta und Borburi. Auch dort gab es viele Tote, und auch diese Ortschaften sollen „ausgelöscht“ worden sein; die Hergänge wurden aber weniger genau rekonstruiert als in Nellie. Überlebende sprachen in diesen Dörfern ebenfalls davon, dass die Angreifer aus allen Richtungen gekommen seien und die Bevölkerung bei der Feldarbeit überfielen und töteten.

## Opferzahlen
Es kursieren stark variierende Opferzahlen, je nachdem wann ein Bericht erschien, welche Opfer gezählt wurden und wie das Massaker eingegrenzt wurde. Die wohl konservativsten Schätzungen gelten vermutlich nur für die massakrierte Dorfbevölkerung von Nellie selbst, dem Hauptschauplatz der Morde. Diese sprechen von 1600 oder 1700 Toten.
Eine wohl offizielle Zahl nennt 1819 geborgene Tote sowie weiterhin mehrere tausend Überlebende, teils schwer verwundet. Zum Teil wurde dies als 1819 offizielle islamische Opfer interpretiert. Eine andere Quelle spricht von offiziell 2191 Toten. Eine Untersuchung der indischen Regierung (Tiwari Report) wurde 1984 abgeschlossen. Dieses 600-seitige Dokument existiert in dreifacher Ausfertigung und unterliegt der Geheimhaltung, weshalb die notgedrungen inoffiziellen Berichte über das Massaker auf journalistischen Recherchen beruhen.
Wohl meist unter Einschluss der Nachbarorte von Nellie kommen nochmals höhere Opferzahlen zustande: „rund 3300“, „inoffiziell über 5000“, „inoffiziell über 3000“ oder gar „über 10.000“, davon „etwa 5000 in Nellie“.

## Juristische und politische Nicht-Aufarbeitung
Im Nachgang des Massakers besuchte Indira Gandhi die Region am 21. Februar und ermutigte die Bevölkerung, die Dörfer wieder aufzubauen. Am 22. Februar zeigte sich UN-Generalsekretär Pérez de Cuéllar entsetzt über die Taten. Im April 1983 wurden Korrespondenzen von AASU-nahen Rädelsführern veröffentlicht, und auch die Rebellengruppe RSS wurde beschuldigt, an der Vorbereitung beteiligt gewesen zu sein.
Die Überlebenden des Angriffs erhielten später bescheidene finanzielle und teils materielle Einmal-Entschädigungen, sowohl für sich selbst wie auch für tote Angehörige. Nellie befindet sich mittlerweile im Verwaltungsbereich der Tiwa-Ethnie, deren knappe ethnische Minderheit die Region politisch dominiert und die sich in allen Belangen der muslimischen „Einwanderer“ für nicht zuständig erklärt.
Bald nach dem Massaker waren angeblich 688 Angreifer behördlich identifiziert, und gegen 310 von ihnen sollen Anklagen vorbereitet worden sein. Nachdem die Asom Gana Parishad in der Regionalregierung Assams an die Macht gekommen war, wurden 1985 alle Anklagen fallen gelassen. Interviewte Täter sprachen später von einem „bösen Wind“, der sie zu ihren Taten getrieben habe – keiner wurde je angeklagt oder gar verurteilt.
Kritische Berichte und Versuche von Journalisten und Aktivisten, das Massaker in der Erinnerung zu halten, wurden auch in den 2000er Jahren weiterhin durch die Regierung unterbunden, die in dem von zwei Dutzend Rebellenorganisationen umkämpften Landesteil keine Unruhe wünscht und den Vorfall zu den Akten gelegt hat.